# Utricularia inflata
Utricularia inflata, conocida comúnmente como la hierba de la vejiga hinchada o la gran hierba de la vejiga flotante, es una gran planta carnívora acuática suspendida que pertenece al género Utricularia. Es una planta perenne originaria de las llanuras costeras del sureste de Estados Unidos. A menudo se ha confundido con U. radiata, que es similar pero más pequeña que U. inflata. Desde 1980, se tiene constancia de la existencia de U. inflata en lugares situados fuera de su área de distribución tradicional, como las montañas Adirondack de Nueva York, el sureste de Massachusetts y el estado de Washington. Los estudios sobre las poblaciones de los Adirondacks sugieren que la introducción de U inflata en un lugar donde se naturaliza puede provocar alteraciones en la química de los sedimentos al reducir la productividad primaria neta de las especies autóctonas. También está incluida en la lista de especies problemáticas del estado de Washington debido al denso hábito de formación de esteras de esta Utricularia acuática. Es una de las pocas plantas carnívoras que pueden ser invasoras.

## Descripción
Utricularia inflata es una de las especies acuáticas suspendidas más grandes del género Utricularia. Como todas las Utricularia acuáticas, U. inflata no tiene raíces ni hojas verdaderas. Los estolones filiformes son el principal «tallo» vegetativo de la planta y pueden medir hasta un metro de largo o más, pero sólo tienen 1-2 mm de grosor. Los estolones son glabros con 1-5 cm entre divisiones ramificadas. Ocasionalmente, los estolones producen brotes aéreos flotantes en la superficie del agua y órganos similares a tubérculos en el sustrato. Sus estructuras filiformes parecidas a hojas parecen ser ramas adicionales del estolón principal y son estructuras diminutas parecidas a filamentos que no son verdaderas hojas, aunque la terminología es a menudo discutida entre los expertos. Las estructuras foliares son numerosas y miden entre 2 y 18 cm de largo, originándose desde la base del estolón en dos segmentos primarios y desiguales, que a su vez se dividen ampliamente en segmentos adicionales. Las trampas pedunculadas y ovoides, de 1-3 mm de longitud, se producen en los últimos segmentos foliares y son muy numerosas.
En su área de distribución nativa, U. inflata, una especie perenne, puede empezar a florecer en enero y continuar hasta junio. En esta fase de su crecimiento produce las características morfológicas más visibles y notables de la especie: un verticilo flotante en forma de radio de estructuras esponjosas en la superficie del agua que soportan las inflorescencias, a menudo llamado «flotador». U. inflata suele producir de 6 a 8 radios en la carroza (a veces de 5 a 10), con cada radio de 3 a 10 cm de largo y hasta 8 mm de ancho. La mitad apical de los radios lleva numerosos segmentos ramificados dicotómicamente parecidos a hojas que también pueden poseer algunas trampas. Las inflorescencias erectas de 20-50 cm de longitud se producen desde el centro del verticilo flotante y suelen ser solitarias o poseer muy pocos escapos por cada verticilo. Una planta individual puede producir varios verticilos e inflorescencias, pero suelen estar distantes entre sí. Las inflorescencias producen 9-14 (a veces 4-17) flores con lóbulos del cáliz desiguales, de 3-5 mm de longitud. La corola entera puede medir 2-2,5 cm de largo y es de color amarillo brillante con venas de color marrón en el espolón y marcas marrones en el lóbulo inferior de la corola.
Esta especie tiene un número cromosómico diploide de 2n = 18 para la forma más común y de 2n = 36 para las poblaciones tetraploides más grandes. La «raza» tetraploide más grande, como la llamó Peter Taylor, puede ser hasta dos veces más grande que la especie diploide regular. Se han localizado poblaciones de esta raza en Florida.

## Distribución y hábitat
Utricularia inflata es nativa del sureste de Estados Unidos. La monografía taxonómica de Peter Taylor de 1989 enumeraba los siguientes estados en los que se han localizado poblaciones nativas de esta especie: Alabama, Arkansas, Delaware, Florida, Georgia, Kentucky, Luisiana, Nueva Jersey, Carolina del Norte y del Sur, Tennessee, Texas y Virginia. Además de estos estados, la base de datos PLANTS en línea del Departamento de Agricultura de Estados Unidos reconoce poblaciones en Connecticut, Maryland, Michigan, Misisipi, Nueva York, Oklahoma y Pensilvania. Los estados de Maryland, Michigan y Nueva York han clasificado la U. inflata como especie en peligro o amenazada, mientras que Tennessee la ha catalogado como especie de «especial preocupación».
U. inflata habita en medios acuáticos como lagos, acequias y pantanos, desde aguas poco profundas a profundas y a baja altitud.

## Invasión

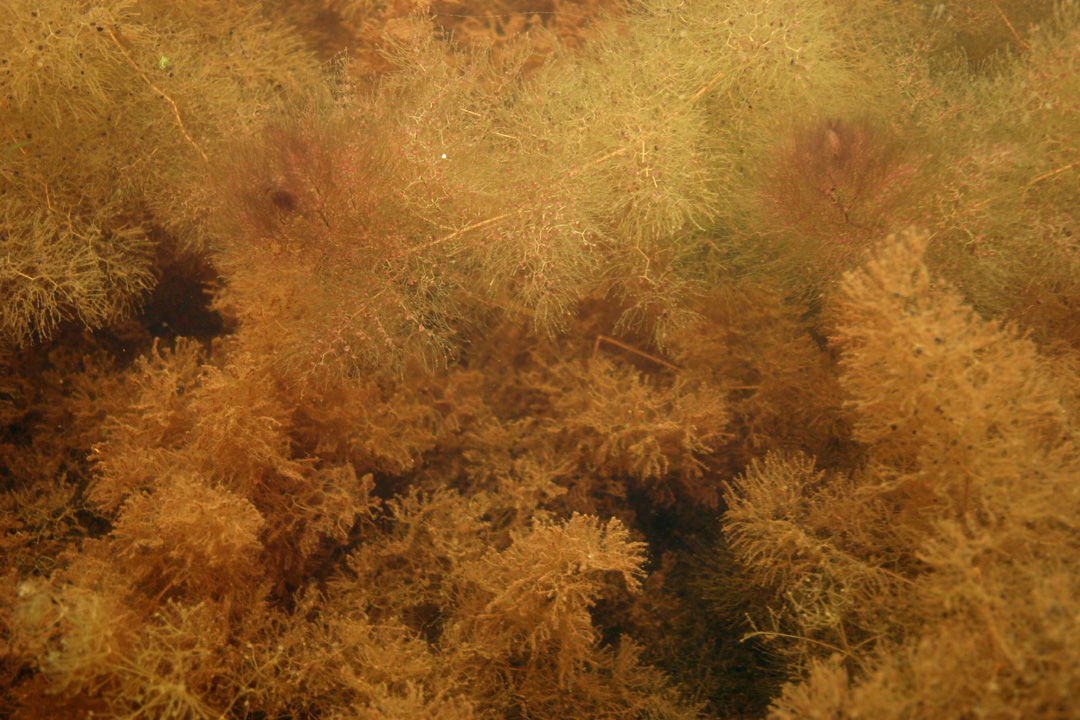
Una densa cubierta de U. inflata

Ya en 1980 se empezaron a recolectar o registrar ejemplares de U. inflata fuera de su área de distribución tradicionalmente aceptada. Se han establecido poblaciones en el estado de Washington, Nueva York, y Massachusetts.  Las colonias de Washington son introducciones obvias, pero mientras que las poblaciones de Nueva York y Massachusetts son probablemente el resultado de introducciones recientes, es más difícil decir con certeza cómo se introdujeron. En 2021 se descubrió una infestación bien establecida y extensa en el lago Arrowhead en Maine y se informó al Departamento de Protección Medioambiental de Maine.
En el sureste de Massachusetts, se han recogido varias muestras de U. inflata en Federal Pond a partir de 1990, lo que representa su primera recolección al norte de Nueva Jersey en la costa este. Bruce Sorrie ha identificado una población importante en este lugar. Sorrie indicó que la introducción de esta especie en Massachusetts con ayuda humana es probable, ya que Federal Pond se ha utilizado para diversos fines desde finales del siglo XVIII, aunque Sorrie también señala que la transferencia de propágulos por aves acuáticas o garzas desde el área de distribución nativa de U. inflata puede ser igualmente probable.
Tres años después de la primera recogida en Massachusetts, un estudio de los alrededores de Spruce Pond, en el condado de Orange (Nueva York), arrojó el primer registro de U. inflata en el estado de Nueva York. Los autores del estudio especulan que, a diferencia de la población encontrada en Massachusetts, es poco probable que la población de Spruce Pond sea el resultado de una introducción humana, ya que el estanque se encuentra en una zona remota y se utiliza raramente. Más recientemente, en 2005, un estudio en el norte de Nueva York identificó poblaciones de U. inflata en seis lagos de las montañas Adirondack, lo que representa otra extensión septentrional de su área de distribución. En dos de estos lagos, U. inflata fue la especie más frecuente en 2000, mientras que en 1983 no se encontró ninguna U. inflata en ningún censo de los lagos. Este impresionante crecimiento en lo que probablemente sea una nueva ubicación para la especie es similar a los patrones de crecimiento de otras especies de plantas acuáticas invasoras. Los autores de este estudio también observaron que en uno de estos lugares, muchas de las especies autóctonas disminuyeron en frecuencia o no pudieron encontrarse, posiblemente debido a la presencia y proliferación de U. inflata. Los experimentos de laboratorio y las observaciones sobre el terreno respaldaron la hipótesis de los autores de que la presencia de U. inflata en los sistemas lacustres del Adirondack daña los ciclos naturales de nutrientes que sustentan la flora autóctona. Es probable que U. inflata haga sombra a la flora autóctona, concretamente al Eriocaulon aquaticum, un isoétido macrófito sumergido que libera oxígeno en el sedimento. En este caso, U. inflata podría cambiar indirectamente el ciclo biogeoquímico de los lagos del Adirondack al dificultar el crecimiento de los macrófitos isoétidos nativos y, por consiguiente, tener un efecto negativo en el equilibrio adecuado de la química de los sedimentos. La consecuencia de ello podría ser un mayor crecimiento de algas y otros cambios en la ecología de los ecosistemas de agua dulce que pueda invadir.
Incluso antes que las recolecciones de Massachusetts y Nueva York, en 1980 se localizó una población de U. inflata en el lago Horseshoe del condado de Kitsap (Washington). Desde entonces, se han registrado más ejemplares de U. inflata en otros lagos de la zona de Puget Sound en los condados de Kitsap, Mason, Pierce y Thurston. Incluso se ha registrado una población en el lago Silver, más meridional, en el condado de Cowlitz. La información sobre esta especie en el estado de Washington proporcionada por el Departamento de Ecología del estado incluye una declaración según la cual la presencia de U. inflata en el lago Horseshoe fue «probablemente el resultado de un acuario desechado». El Departamento de Ecología de Washington también indica que en las zonas en las que aparece, U. inflata forma densas alfombras flotantes, convirtiéndose en una molestia para las actividades recreativas. Los habitantes del lago Limerick, que tiene grandes poblaciones de U. inflata, gastan miles de dólares cada verano para eliminar de su lago las densas alfombras de maleza. Se han utilizado diversos métodos de control de la mala hierba, como un tratamiento con sonar, el biocontrol con carpas herbívoras y la extracción manual. Washington considera que esta especie es problemática, pero no la ha clasificado como mala hierba nociva. En su lugar, figura en una lista de control de especies acuáticas y de humedales en cuarentena, lo que significa que está prohibido vender esta especie y que en el futuro podría incluirse en la lista de malas hierbas nocivas del estado.
La mayoría de las especies de plantas carnívoras requieren unas condiciones ambientales muy específicas para desarrollarse. Esta escasa tolerancia a los hábitats hace que muchas plantas carnívoras estén amenazadas o en peligro de extinción en sus áreas de distribución nativas. La capacidad de U. inflata para prosperar en diversos lugares en los que ha sido introducida representa una capacidad para tolerar una gama de hábitats mucho mayor que la mayoría de las especies de plantas carnívoras.
También se ha descrito la presencia de U. inflata en lagos como Pine River Pond en East Wakefield, New Hampshire.

## Cultivo

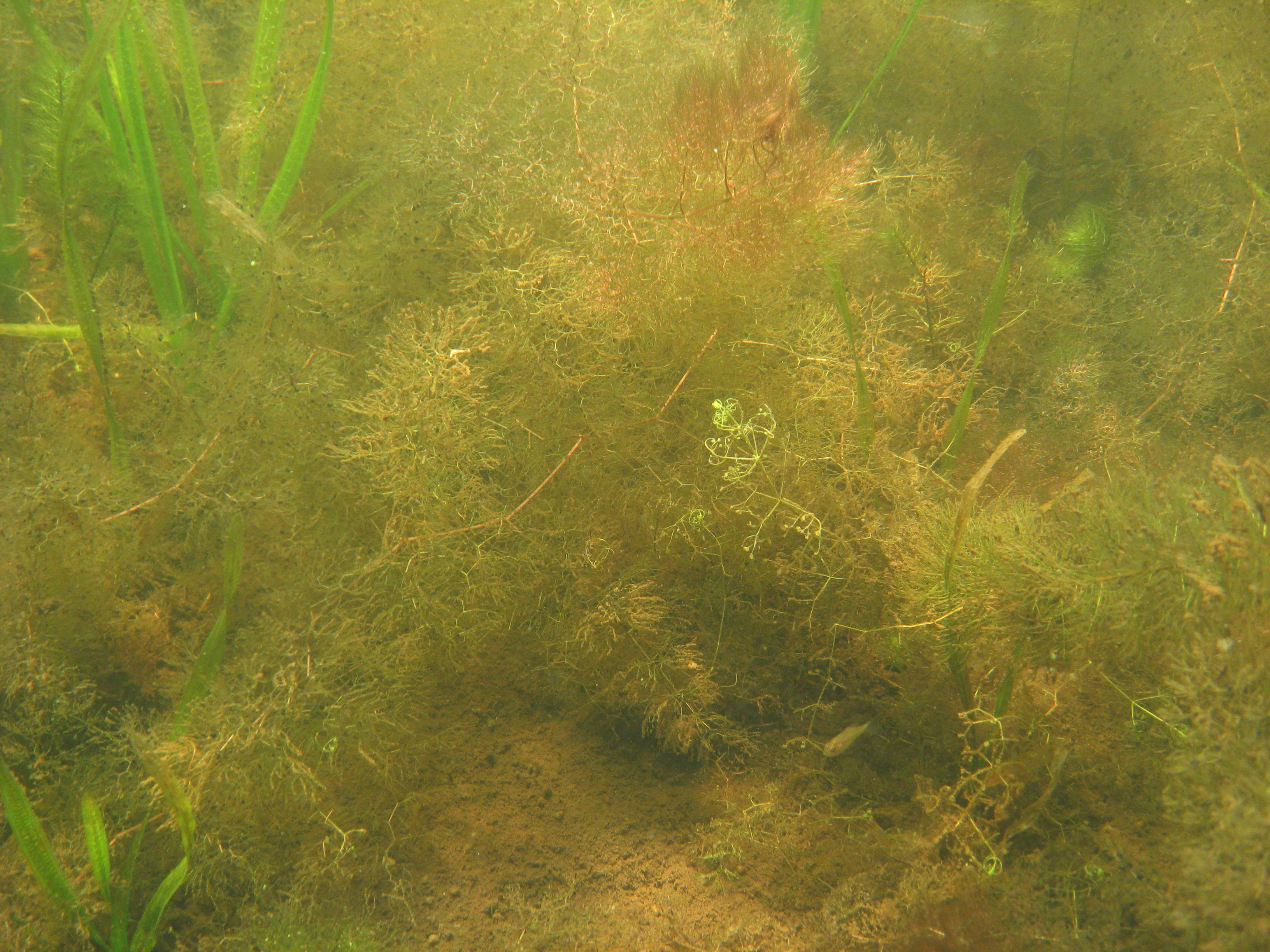
U. inflata en el campo

Utricularia inflata es una de las muchas especies de Utricularia que cultivan los aficionados a las plantas carnívoras. Debido a que no necesita dormancia y a su rápido crecimiento, es una de las especies acuáticas suspendidas más fáciles de cultivar. Barry Rice, autor de Growing Carnivorous Plants, dice que esta especie es la Utricularia acuática suspendida más fácil que ha cultivado. Rice también menciona que U. inflata se ha utilizado como ayuda en el cultivo de especies particularmente difíciles, como Aldrovanda vesiculosa, que son mucho más sensibles a las altas concentraciones de nutrientes. Al cultivar estas especies juntas, U. inflata crecerá rápidamente en presencia de mayores nutrientes, lo que permite a A. vesiculosa disfrutar de las condiciones en las que prospera.
Rice, el Departamento de Ecología de Washington y el recurso de información sobre especies acuáticas no autóctonas del Servicio Geológico de Estados Unidos indican que se sospecha que el cultivo de esta especie es la fuente más probable de su introducción en el lago Horseshoe de Washington. La propagación de un lago a otro en Washington se debe probablemente a que las aves acuáticas se desplazan de un lago a otro y llevan consigo plantas o propágulos.

## Historia botánica

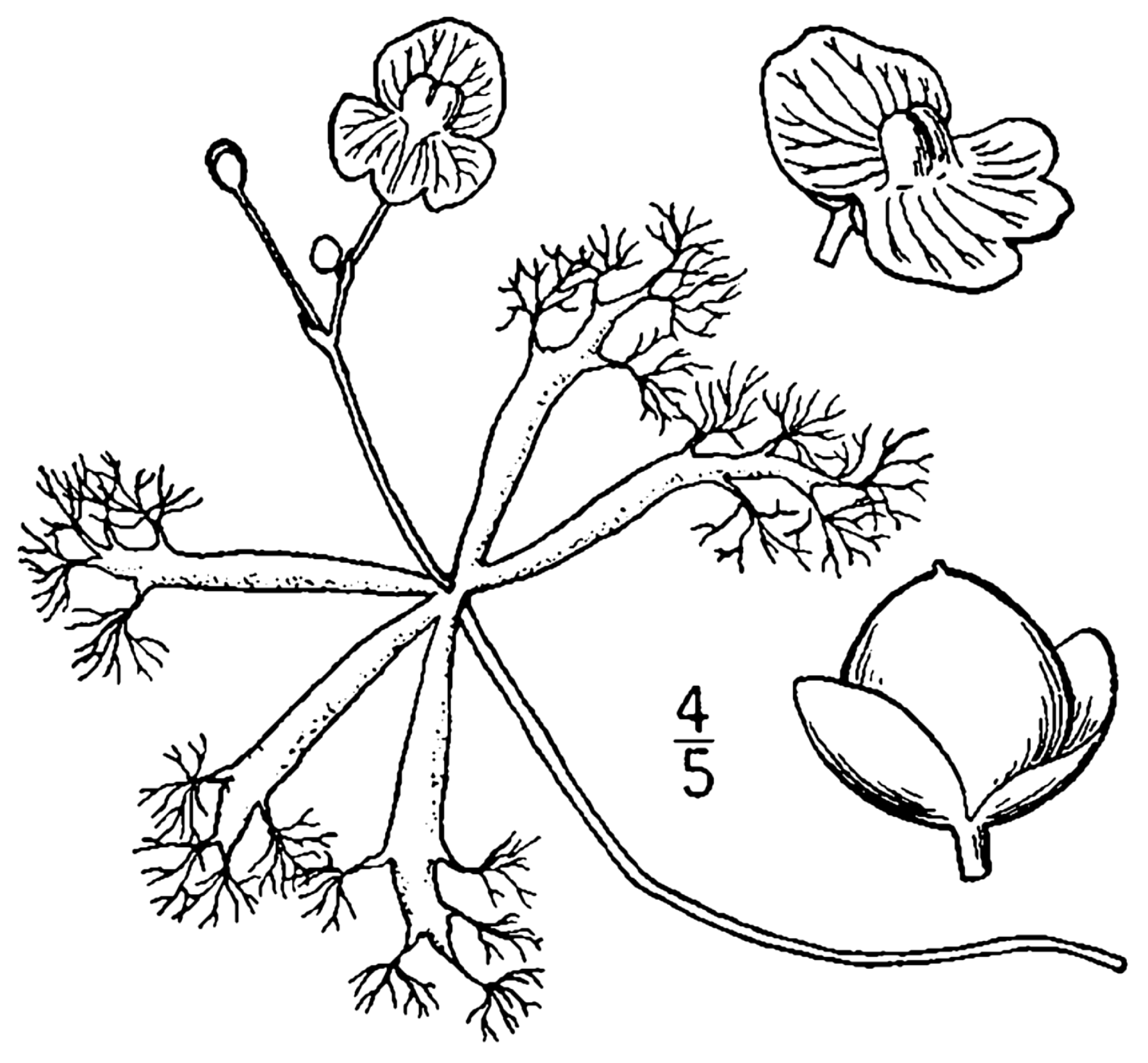
Ilustración de Utricularia radiata de 1913.

Utricularia inflata fue nombrada y descrita por primera vez por Thomas Walter en 1788. U. radiata se ha confundido a menudo con U. inflata debido a su morfología similar y a su distribución coincidente. En el pasado, U. radiata ha sido identificada erróneamente como U. inflata o colocada en el rango de variedad. U. radiata fue identificada por primera vez por Alvan Wentworth Chapman en 1860 como U. inflata var. minor y señaló que era «en todos los sentidos más pequeña» que U. inflata. John Kunkel Small, en 1903, fue el primero en elevar U. inflata var. minor al nivel de especie con el nombre de U. radiata. Los estudios posteriores sobre los dos taxones fueron contradictorios en cuanto a su tratamiento. En 1950, Merritt Lyndon Fernald los trató como dos variedades de la misma especie, mientras que Henry Gleason los consideró especies diferentes pero aliadas en 1952. En 1962, Grady Reinert y R. K. Godfrey apoyaron aún más la separación de los dos taxones en especies diferentes. La monografía autorizada del género por Peter Taylor en 1989 consolidó la distinción de las dos especies.